# Galagania tenuisecta
Galagania tenuisecta är en flockblommig växtart som först beskrevs av Eduard August von Regel och Johannes Theodor Schmalhausen, och fick sitt nu gällande namn av M.G.Vassiljeva och Pimenov. Galagania tenuisecta ingår i släktet Galagania och familjen flockblommiga växter. Inga underarter finns listade i Catalogue of Life.